# آساهی، نیگاتا
آساهی، نیگاتا (به لاتین: Asahi) یک منطقهٔ مسکونی در ژاپن است که در Hokuriku region واقع شده‌است. آساهی ۱۱٬۰۲۶ نفر جمعیت دارد.